# Removille
Removille là một xã, nằm ở tỉnh Vosges trong vùng Grand Est của Pháp. Xã này có diện tích 7,55 km², dân số năm 1999 là 206 người. Xã này nằm ở khu vực có độ cao từ 297–458 m trên mực nước biển.
Dân địa phương tiếng Pháp gọi là Removillois.

## Biến động dân số
| 1962                                         | 1968 | 1975 | 1982 | 1990 | 1999 |
| -------------------------------------------- | ---- | ---- | ---- | ---- | ---- |
| 200                                          | 218  | 198  | 228  | 213  | 206  |
| Số liệu từ năm 1962: Dân số không tính trùng |      |      |      |      |      |